# Der Coyote
Der Coyote (Originaltitel El coyote) ist ein spanischer Abenteuerfilm, ein früher Western, den Joaquín Luis Romero Marchent 1954 inszenierte. Am 30. März 1956 kam er in deutsche Kinos. Die Fortsetzung Die Rache des Coyoten erschien eine Woche später; ein Zusammenschnitt dieser beiden Filme gelangte im September 1960 unter dem Titel Der Coyote reitet wieder in die Lichtspielhäuser.

## Inhalt
Im Jahre 1848 kehrt der sich dandyhaft gebende Cesar de Echague aus dem Osten des Kontinents nach Kalifornien zurück. Er findet Verhältnisse vor, die seine mexikanischen Landsleute unterdrücken und nur amerikanische Interessen verfolgen. Eine Rebellion, die die Einwohner durchführten, wurde blutig niedergeschlagen; die Anführer ins Gefängnis verbracht. Tagsüber bleibt César der Gentleman, den er gegenüber der feinen Gesellschaft gibt; nächtens jedoch wird er zum schwarzmaskierten Banditen, der sich auf die Seite der Unterdrückten stellt, und ganz wie Zorro die Aufständischen ihrem Ziel entgegenführt: Bekämpfung der und Sieg über die Unterdrücker, verkörpert durch den Offizier der Nordstaaten Captain Pots.

## Kritik
„Bemerkenswert fotografierter und mit überdeutlichen ‚Zorro‘-Anleihen bestückter Abenteuerfilm um einen kalifornischen Freiheitskämpfer, der einen Besatzungsoffizier aus den Nordstaaten in die Knie zwingt.“

Ulrich P. Bruckner fand diesen frühen europäischen Western „wenig beeindruckend“.

## Weitere El Coyote-Filme
- 1954: Die Rache des Coyoten
- 1963: Mit Colt und Maske
- 1997: La vuelta de El Coyote